# سوفي ديكس
سوفي ديكس (بالإنجليزية: Sophie Dix)‏ هي ممثلة بريطانية، ولدت في 1 مايو 1969 في توتنس في المملكة المتحدة.

## وصلات خارجية
- سوفي ديكس على موقع IMDb (الإنجليزية)
- سوفي ديكس على موقع قاعدة بيانات الفيلم (الإنجليزية)